# Pictes
|  | No s'ha de confondre amb Píctons. |

Pictes (llatí: Picti) és el nom que hom ha donat als antics caledons que vivien a l'actual Escòcia. Ammià Marcel·lí els presenta dividits en dues tribus en temps de l'emperador Constant: els dicalidons (dicalidonae) i els vecturions (vecturiones) i aliats als attacots i als escots. El seu nom volia dir 'pintat' i era degut al costum dels caledons de pintar-se per al combat. La seva llengua era el picte.

## Orígens

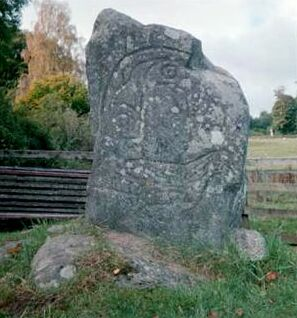
Pedra picta representant una àguila

El nom amb el qual els pictes s'anomenaven a si mateixos és desconegut. La paraula grega Πικτοί (picti en llatí) apareix per primera vegada en un panegíric escrit per Eumeni el 297 aC i significa 'els pintats' o 'els tatuats'. No obstant això, podria deure's a una etimologia popular anterior, potser del cèltic Pehta, Peihta ('lluitador').
Els escots i els dalriada d'Irlanda els van anomenar cruithne (cru(i)then-túath irlandès antic), potser del protocèltic kwriteno-toutā. També hi ha cruithne a l'Ulster, especialment els reis de Dál nAraidi. Els britans (avantpassats dels gal·lesos), al sud, els coneixien pel dialecte cèltic P com a prydyn. Els termes "Bretanya" i "brità" provenen de la mateixa arrel. La forma en gaèlic escocès modern pecht prové de l'anglès antic.

## Edat mitjana
El Regne dels pictes (amb seu a Fortriu cap al segle vi) va experimentar un important desenvolupament durant l'edat mitjana, potser com a resposta al mateix imperialisme romà. Una fita important en aquesta lluita per la supervivència i l'ampliació va ser la batalla de Dunnichen (685), en la qual els pictes van derrotar les tribus de Northumbria durant el regnat de Bridei III (671-693). El regnat d'Óengus I (732-761) va ser igualment un període de consolidació per al Regne picte. El Regne dels pictes ocupava en aquesta època, segons la descripció de Beda el Venerable, una extensió similar a la que després ocuparia el Regne dels escots durant el regnat d'Alexandre I (1107-1124).
Píctia o Pictàvia (Pictland en anglès) va esdevenir el Regne d'Alba (Escòcia) quan l'any 839 dC, una gran flota nòrdica va envair a través del riu Tay i el riu Earn, tots dos altament navegables, i va arribar al cor del regne picte de Fortriu, derrotant a Eóganan mac Óengusa, rei dels pictes, al seu germà Bran, i al rei dels escocesos de Dál Riata, Áed mac Boanta, juntament amb molts membres de l'aristocràcia picta a la batalla de 839. El sofisticat regne que s'havia construït es va ensorrar, igual que el lideratge picte, que s'havia mantingut estable durant més d'un segle des de l'època d'Óengus mac Fergusa. L'ascens de Cináed mac Ailpín com a rei tant dels pictes com dels escocesos es pot atribuir a les conseqüències d'aquest esdeveniment. Els pictes es van convertir al seu torn en albannach o escocesos.

## Societat
L'arqueologia dona algunes aproximacions sobre la societat dels pictes. Malgrat que ha sobreviscut molt poc de la seua forma d'escriptura, la història d'aquest poble, a partir del segle IV, és coneguda per una gran varietat de fonts, incloent-hi hagiografies com la de sant Columbà de Iona, així com diversos annals irlandesos. Encara que la impressió popular dels pictes pot ser la d'un poble fosc i misteriós, no va ser així en absolut. La història i la societat pictes estan d'acord amb les dels pobles d'Europa Central, Septentrional o Oriental en l'antiguitat o en l'alta edat mitjana, quan se'ls compara amb ells.
Les fonts arqueològiques ens donen evidència de la cultura material dels pictes, en què veiem una societat no gaire diferent ni de la dels seus veïns gaèlics i bretons ni de la dels anglosaxons del sud. Tot i que pot servir de molt utilitzar l'analogia i el coneixement d'altres societats "cèltiques", aquestes es van estendre per una àrea molt gran, de manera que basar-se, per exemple, en els gals preromans o en la Irlanda del segle xiii com a font per a estudiar la societat picta del segle IV pot donar com a resultat equivocacions o males interpretacions.
Com passa amb la majoria dels pobles del nord d'Europa en l'antiguitat, els pictes eren grangers que vivien en comunitats petites: el bestiar boví i els cavalls es consideraven un signe de riquesa i prestigi, mentre que hi havia gran nombre d'ovelles i porcs. Els topònims suggereixen que la transhumància els era comuna. Els animals, en general, eren petits per als estàndards posteriors, tot i que els cavalls de la Gran Bretanya es van exportar a Irlanda per creuar-los amb els irlandesos i augmentar-ne la mida. De fonts irlandeses, ens ha arribat que l'elit solia competir en criança del bestiar per la grandària dels caps de bestiar i no hi ha raó per a no pensar que els pictes també feren el mateix.